# Wereldbeker langlaufen 2010/2011
De wereldbeker langlaufen 2010/2011 (officieel: FIS Cross-Country World Cup presented by Viessmann) ging van start op 21 november 2010 in het Zweedse Beitostølen en eindigde op 20 maart 2011 in het Zweedse Falun. De wereldbeker werd georganiseerd door de Fédération Internationale de Ski. Het was de 30e editie van de wereldbeker voor zowel mannen als vrouwen.
De hoogtepunten van het seizoen waren de Tour de Ski en de wereldkampioenschappen langlaufen 2011, de resultaten van dit laatste evenement telden echter niet mee voor de wereldbeker.
De langlaufer die aan het einde van het seizoen de meeste punten had verzameld, won de algemene wereldbeker. De Zwitser Dario Cologna en de Poolse Justyna Kowalczyk legden beslag op die algemene wereldbeker.

## Mannen

### Kalender
| Datum                                                                               | Plaats                            | Onderdeel                             | Eerste                                                                 | Tweede                                                                       | Derde                                                                               |
| ----------------------------------------------------------------------------------- | --------------------------------- | ------------------------------------- | ---------------------------------------------------------------------- | ---------------------------------------------------------------------------- | ----------------------------------------------------------------------------------- |
| 20/11/2010                                                                          | Gällivare                         | 15 km vrije stijl                     | Marcus Hellner                                                         | Dario Cologna                                                                | Daniel Richardsson                                                                  |
| 21/11/2010                                                                          | Gällivare                         | 4 x 10 km estafette                   | Zweden I Mats Larsson Johan Olsson Daniel Richardsson Marcus Hellner   | Rusland I Jevgeni Belov Maksim Vylegsjanin Petr Sedov Aleksandr Legkov       | Noorwegen I Eldar Rønning Martin Johnsrud Sundby Chris Andre Jespersen Sjur Røthe   |
| Nordic Opening                                                                      |                                   |                                       |                                                                        |                                                                              |                                                                                     |
| 26/11/2010                                                                          | Kuusamo                           | Sprint (klassieke stijl)              | John Kristian Dahl                                                     | Aleksej Poltoranin                                                           | Sami Jauhojärvi                                                                     |
| 27/11/2010                                                                          | Kuusamo                           | 10 km klassieke stijl                 | Dario Cologna                                                          | Aleksandr Legkov                                                             | Daniel Richardsson                                                                  |
| 28/11/2010                                                                          | Kuusamo                           | 15 km vrije stijl (handicapstart)     | Lukáš Bauer                                                            | Ilja Tsjernoesov                                                             | Marcus Hellner                                                                      |
| Eindklassement Nordic Opening:                                                      | Eindklassement Nordic Opening:    | Eindklassement Nordic Opening:        | Aleksandr Legkov                                                       | Dario Cologna                                                                | Daniel Richardsson                                                                  |
| 04/12/2010                                                                          | Düsseldorf                        | Sprint (vrije stijl)                  | Emil Jönsson                                                           | Fulvio Scola                                                                 | Øystein Pettersen                                                                   |
| 05/12/2010                                                                          | Düsseldorf                        | Teamsprint (vrije stijl)              | Noorwegen II Ola Vigen Hattestad Anders Gløersen                       | Zweden I Mats Larsson Emil Jönsson                                           | Italië II Fabio Pasini David Hofer                                                  |
| 11/12/2010                                                                          | Davos                             | 15 km klassieke stijl                 | Aleksej Poltoranin                                                     | Aleksandr Legkov                                                             | Lukáš Bauer                                                                         |
| 12/12/2010                                                                          | Davos                             | Sprint (vrije stijl)                  | Emil Jönsson                                                           | Aleksej Petoechov                                                            | Dario Cologna                                                                       |
| 18/12/2010                                                                          | La Clusaz                         | 30 km vrije stijl (massastart)        | Maksim Vylegsjanin                                                     | Petter Northug                                                               | Aleksandr Legkov                                                                    |
| 19/12/2010                                                                          | La Clusaz                         | 4 x 10 km estafette                   | Zwitserland Toni Livers Dario Cologna Remo Fischer Curdin Perl         | Rusland I Jevgeni Belov Aleksandr Legkov Petr Sedov Maksim Vylegsjanin       | Noorwegen I Eldar Rønning Martin Johnsrud Sundby Tord Asle Gjerdalen Petter Northug |
| Tour de Ski 2010/2011                                                               |                                   |                                       |                                                                        |                                                                              |                                                                                     |
| 31/12/2010                                                                          | Oberhof                           | 3,75 km vrije stijl                   | Marcus Hellner                                                         | Aleksej Petoechov                                                            | Petter Northug                                                                      |
| 01/01/2011                                                                          | Oberhof                           | 15 km klassieke stijl (handicapstart) | Dario Cologna                                                          | Devon Kershaw                                                                | Aleksandr Legkov                                                                    |
| 02/01/2011                                                                          | Oberstdorf                        | Sprint (klassieke stijl)              | Emil Jönsson                                                           | Devon Kershaw                                                                | Dario Cologna                                                                       |
| 03/01/2011                                                                          | Oberstdorf                        | 20 km dubbele achtervolging           | Matti Heikkinen                                                        | Dario Cologna                                                                | Martin Jakš                                                                         |
| 05/01/2011                                                                          | Toblach                           | Sprint (vrije stijl)                  | Devon Kershaw                                                          | Dario Cologna                                                                | Petter Northug                                                                      |
| 06/01/2011                                                                          | Toblach                           | 35 km vrije stijl (handicapstart)     | Dario Cologna                                                          | Marcus Hellner                                                               | Petter Northug                                                                      |
| 08/01/2011                                                                          | Val di Fiemme                     | 20 km klassieke stijl (massastart)    | Petter Northug                                                         | Dario Cologna                                                                | Devon Kershaw                                                                       |
| 09/01/2011                                                                          | Val di Fiemme                     | 9 km achtervolging (vrije stijl)      | Lukáš Bauer                                                            | Roland Clara                                                                 | Curdin Perl                                                                         |
| Eindklassement Tour de Ski:                                                         | Eindklassement Tour de Ski:       | Eindklassement Tour de Ski:           | Dario Cologna                                                          | Petter Northug                                                               | Lukáš Bauer                                                                         |
| 15/01/2011                                                                          | Liberec                           | Sprint (vrije stijl)                  | Ola Vigen Hattestad                                                    | Federico Pellegrino                                                          | Dušan Kožíšek                                                                       |
| 16/01/2011                                                                          | Liberec                           | Teamsprint (klassieke stijl)          | Noorwegen I Johan Kjølstad Ola Vigen Hattestad                         | Zweden I Jesper Modin Mats Larsson                                           | Noorwegen II Eirik Brandsdal John Kristian Dahl                                     |
| 22/01/2011                                                                          | Otepää                            | 15 km klassieke stijl                 | Eldar Rønning                                                          | Daniel Richardsson                                                           | Maksim Vylegsjanin                                                                  |
| 23/01/2011                                                                          | Otepää                            | Sprint (klassieke stijl)              | Eirik Brandsdal                                                        | Ola Vigen Hattestad                                                          | Nikita Krjoekov                                                                     |
| 04/02/2011                                                                          | Rybinsk                           | 20 km dubbele achtervolging           | Ilja Tsjernoesov                                                       | Jean-Marc Gaillard                                                           | Maurice Manificat                                                                   |
| 05/02/2011                                                                          | Rybinsk                           | Sprint (vrije stijl)                  | Aleksej Petoechov                                                      | Ola Vigen Hattestad                                                          | Anders Gløersen                                                                     |
| 06/02/2011                                                                          | Rybinsk                           | 4 x 10 km estafette                   | Rusland I Jevgeni Belov Maksim Vylegsjanin Petr Sedov Aleksandr Legkov | Italië I Valerio Checchi Giorgio Di Centa Roland Clara Pietro Piller Cottrer | Duitsland Andy Kühne Franz Göring Tom Reichelt Tobias Angerer                       |
| 19/02/2011                                                                          | Drammen                           | 15 km klassieke stijl                 | Daniel Richardsson                                                     | Martin Johnsrud Sundby                                                       | Petter Northug                                                                      |
| 20/02/2011                                                                          | Drammen                           | Sprint (vrije stijl)                  | Emil Jönsson                                                           | Alex Harvey                                                                  | Petter Northug                                                                      |
| 24 februari tot en met 8 maart 2011: wereldkampioenschappen langlaufen 2011 in Oslo |                                   |                                       |                                                                        |                                                                              |                                                                                     |
| 12/03/2011                                                                          | Lahti                             | 20 km dubbele achtervolging           | Dario Cologna                                                          | Maurice Manificat                                                            | Vincent Vittoz                                                                      |
| 13/03/2011                                                                          | Lahti                             | Sprint (klassieke stijl)              | Emil Jönsson                                                           | Eirik Brandsdal                                                              | Pål Golberg                                                                         |
| Wereldbekerfinale                                                                   |                                   |                                       |                                                                        |                                                                              |                                                                                     |
| 16/03/2011                                                                          | Stockholm                         | Sprint (klassieke stijl)              | Emil Jönsson                                                           | Petter Northug                                                               | Ola Vigen Hattestad                                                                 |
| 18/03/2011                                                                          | Falun                             | 3,3 km klassieke stijl                | Ilja Tsjernoesov                                                       | Petter Northug                                                               | Maksim Vylegsjanin                                                                  |
| 19/03/2011                                                                          | Falun                             | 20 km dubbele achtervolging           | Petter Northug                                                         | Giorgio Di Centa                                                             | Daniel Richardsson                                                                  |
| 20/03/2011                                                                          | Falun                             | 15 km vrije stijl (handicapstart)     | Finn Hågen Krogh                                                       | Maurice Manificat                                                            | Lukáš Bauer                                                                         |
| Eindklassement wereldbekerfinale:                                                   | Eindklassement wereldbekerfinale: | Eindklassement wereldbekerfinale:     | Petter Northug                                                         | Finn Hågen Krogh                                                             | Dario Cologna                                                                       |

### Eindstanden
| Algemene wereldbeker | Algemene wereldbeker | Algemene wereldbeker | Algemene wereldbeker |
| #                    | Naam                 | Land                 | Punten               |
| -------------------- | -------------------- | -------------------- | -------------------- |
| 1                    | Dario Cologna        | SUI                  | 1.566                |
| 2                    | Petter Northug       | NOR                  | 1.236                |
| 3                    | Daniel Richardsson   | SWE                  | 981                  |
| 4                    | Lukáš Bauer          | CZE                  | 923                  |
| 5                    | Aleksandr Legkov     | RUS                  | 796                  |
| 6                    | Emil Jönsson         | SWE                  | 746                  |
| 7                    | Marcus Hellner       | SWE                  | 695                  |
| 8                    | Devon Kershaw        | CAN                  | 602                  |
| 9                    | Jean-Marc Gaillard   | FRA                  | 589                  |
| 10                   | Alex Harvey          | CAN                  | 552                  |

| Afstandswereldbeker | Afstandswereldbeker | Afstandswereldbeker | Afstandswereldbeker |
| #                   | Naam                | Land                | Punten              |
| ------------------- | ------------------- | ------------------- | ------------------- |
| 1                   | Dario Cologna       | SUI                 | 706                 |
| 2                   | Daniel Richardsson  | SWE                 | 568                 |
| 3                   | Lukáš Bauer         | CZE                 | 553                 |
| 4                   | Petter Northug      | NOR                 | 512                 |
| 5                   | Aleksandr Legkov    | RUS                 | 503                 |
| 6                   | Maksim Vylegsjanin  | RUS                 | 386                 |
| 7                   | Marcus Hellner      | SWE                 | 365                 |
| 8                   | Jean-Marc Gaillard  | FRA                 | 364                 |
| 9                   | Ilja Tsjernoesov    | RUS                 | 342                 |
| 10                  | Maurice Manificat   | FRA                 | 308                 |

| Sprintwereldbeker | Sprintwereldbeker   | Sprintwereldbeker | Sprintwereldbeker |
| #                 | Naam                | Land              | Punten            |
| ----------------- | ------------------- | ----------------- | ----------------- |
| 1                 | Emil Jönsson        | SWE               | 580               |
| 2                 | Ola Vigen Hattestad | NOR               | 407               |
| 3                 | Jesper Modin        | SWE               | 300               |
| 4                 | Aleksej Petoechov   | RUS               | 277               |
| 5                 | Fulvio Scola        | ITA               | 275               |
| 6                 | Eirik Brandsdal     | NOR               | 239               |
| 7                 | Petter Northug      | NOR               | 204               |
| 8                 | Andrew Newell       | USA               | 198               |
| 9                 | Renato Pasini       | ITA               | 190               |
| 10                | Alex Harvey         | CAN               | 182               |

## Vrouwen

### Kalender
| Datum                                                                               | Plaats                            | Onderdeel                             | Eerste                                                                           | Tweede                                                                             | Derde                                                                             |
| ----------------------------------------------------------------------------------- | --------------------------------- | ------------------------------------- | -------------------------------------------------------------------------------- | ---------------------------------------------------------------------------------- | --------------------------------------------------------------------------------- |
| 20/11/2010                                                                          | Gällivare                         | 10 km vrije stijl                     | Marit Bjørgen                                                                    | Charlotte Kalla                                                                    | Arianna Follis                                                                    |
| 21/11/2010                                                                          | Gällivare                         | 4 x 5 km estafette                    | Noorwegen I Vibeke Skofterud Therese Johaug Kristin Størmer Steira Marit Bjørgen | Zweden I Britta Johansson Norgren Anna Haag Maria Rydqvist Charlotte Kalla         | Italië I Magda Genuin Marianna Longa Silvia Rupil Arianna Follis                  |
| Nordic Opening                                                                      |                                   |                                       |                                                                                  |                                                                                    |                                                                                   |
| 26/11/2010                                                                          | Kuusamo                           | Sprint (klassieke stijl)              | Marit Bjørgen                                                                    | Petra Majdič                                                                       | Astrid Jacobsen                                                                   |
| 27/11/2010                                                                          | Kuusamo                           | 5 km klassieke stijl                  | Marit Bjørgen                                                                    | Justyna Kowalczyk                                                                  | Petra Majdič                                                                      |
| 28/11/2010                                                                          | Kuusamo                           | 10 km vrije stijl (handicapstart)     | Therese Johaug                                                                   | Nicole Fessel                                                                      | Justyna Kowalczyk                                                                 |
| Eindklassement Nordic Opening:                                                      | Eindklassement Nordic Opening:    | Eindklassement Nordic Opening:        | Marit Bjørgen                                                                    | Justyna Kowalczyk                                                                  | Charlotte Kalla                                                                   |
| 04/12/2010                                                                          | Düsseldorf                        | Sprint (vrije stijl)                  | Arianna Follis                                                                   | Kikkan Randall                                                                     | Vesna Fabjan                                                                      |
| 05/12/2010                                                                          | Düsseldorf                        | Teamsprint (vrije stijl)              | Italië I Magda Genuin Arianna Follis                                             | Noorwegen I Maiken Caspersen Falla Celine Brun-Lie                                 | Canada Daria Gaiazova Chandra Crawford                                            |
| 11/12/2010                                                                          | Davos                             | 10 km klassieke stijl                 | Marit Bjørgen                                                                    | Justyna Kowalczyk                                                                  | Therese Johaug                                                                    |
| 12/12/2010                                                                          | Davos                             | Sprint (vrije stijl)                  | Marit Bjørgen                                                                    | Arianna Follis                                                                     | Kikkan Randall                                                                    |
| 18/12/2010                                                                          | La Clusaz                         | 15 km vrije stijl (massastart)        | Marit Bjørgen                                                                    | Justyna Kowalczyk                                                                  | Kristin Størmer Steira                                                            |
| 19/12/2010                                                                          | La Clusaz                         | 4 x 5 km estafette                    | Noorwegen I Vibeke Skofterud Therese Johaug Kristin Størmer Steira Marit Bjørgen | Italië Virginia De Martin Topranin Marianna Longa Silvia Rupil Arianna Follis      | Zweden I Sara Lindborg Anna Haag Maria Rydqvist Charlotte Kalla                   |
| Tour de Ski 2010/2011                                                               |                                   |                                       |                                                                                  |                                                                                    |                                                                                   |
| 31/12/2010                                                                          | Oberhof                           | 2,5 km vrije stijl                    | Justyna Kowalczyk                                                                | Charlotte Kalla                                                                    | Astrid Jacobsen                                                                   |
| 01/01/2011                                                                          | Oberhof                           | 10 km klassieke stijl (handicapstart) | Justyna Kowalczyk                                                                | Krista Lähteenmäki                                                                 | Marianna Longa                                                                    |
| 02/01/2011                                                                          | Oberstdorf                        | Sprint (klassieke stijl)              | Petra Majdič                                                                     | Justyna Kowalczyk                                                                  | Astrid Jacobsen                                                                   |
| 03/01/2011                                                                          | Oberstdorf                        | 10 km dubbele achtervolging           | Anna Haag                                                                        | Charlotte Kalla                                                                    | Marthe Kristoffersen                                                              |
| 05/01/2011                                                                          | Toblach                           | Sprint (vrije stijl)                  | Petra Majdič                                                                     | Arianna Follis                                                                     | Magda Genuin                                                                      |
| 06/01/2011                                                                          | Toblach                           | 16 km vrije stijl (handicapstart)     | Justyna Kowalczyk                                                                | Arianna Follis                                                                     | Marianna Longa                                                                    |
| 08/01/2011                                                                          | Val di Fiemme                     | 10 km klassieke stijl (massastart)    | Justyna Kowalczyk                                                                | Therese Johaug                                                                     | Marianna Longa                                                                    |
| 09/01/2011                                                                          | Val di Fiemme                     | 9 km achtervolging (vrije stijl)      | Therese Johaug                                                                   | Marte Elden                                                                        | Marthe Kristoffersen                                                              |
| Eindklassement Tour de Ski:                                                         | Eindklassement Tour de Ski:       | Eindklassement Tour de Ski:           | Justyna Kowalczyk                                                                | Therese Johaug                                                                     | Marianna Longa                                                                    |
| 15/01/2011                                                                          | Liberec                           | Sprint (vrije stijl)                  | Kikkan Randall                                                                   | Hanna Falk                                                                         | Celine Brun-Lie                                                                   |
| 16/01/2011                                                                          | Liberec                           | Teamsprint (klassieke stijl)          | Noorwegen I Maiken Caspersen Falla Marit Bjørgen                                 | Italië I Magda Genuin Marianna Longa                                               | Noorwegen II Kari Vikhagen Gjeitnes Celine Brun-Lie                               |
| 22/01/2011                                                                          | Otepää                            | 10 km klassieke stijl                 | Marit Bjørgen                                                                    | Justyna Kowalczyk                                                                  | Therese Johaug                                                                    |
| 23/01/2011                                                                          | Otepää                            | Sprint (klassieke stijl)              | Petra Majdič                                                                     | Hanna Brodin                                                                       | Maiken Caspersen Falla                                                            |
| 04/02/2011                                                                          | Rybinsk                           | 10 km dubbele achtervolging           | Justyna Kowalczyk                                                                | Marianna Longa                                                                     | Aino-Kaisa Saarinen                                                               |
| 05/02/2011                                                                          | Rybinsk                           | Sprint (vrije stijl)                  | Vesna Fabjan                                                                     | Katja Visnar                                                                       | Justyna Kowalczyk                                                                 |
| 06/02/2011                                                                          | Rybinsk                           | 4 x 5 km estafette                    | Italië I Magda Genuin Marianna Longa Silvia Rupil Arianna Follis                 | Rusland I Valentina Novikova Svetlana Nikolajeva Joelia Tsjekaleva Olga Michailova | Rusland II Anastasia Kasakoel Joelia Tichonova Joelia Ivanova Natalja Korosteleva |
| 19/02/2011                                                                          | Drammen                           | 10 km klassieke stijl                 | Marit Bjørgen                                                                    | Justyna Kowalczyk                                                                  | Aino-Kaisa Saarinen                                                               |
| 20/02/2011                                                                          | Drammen                           | Sprint (vrije stijl)                  | Kikkan Randall                                                                   | Maiken Caspersen Falla                                                             | Charlotte Kalla                                                                   |
| 24 februari tot en met 8 maart 2011: wereldkampioenschappen langlaufen 2011 in Oslo |                                   |                                       |                                                                                  |                                                                                    |                                                                                   |
| 12/03/2011                                                                          | Lahti                             | 10 km dubbele achtervolging           | Therese Johaug                                                                   | Justyna Kowalczyk                                                                  | Arianna Follis                                                                    |
| 13/03/2011                                                                          | Lahti                             | Sprint (klassieke stijl)              | Marit Bjørgen                                                                    | Astrid Jacobsen                                                                    | Petra Majdič                                                                      |
| Wereldbekerfinale                                                                   |                                   |                                       |                                                                                  |                                                                                    |                                                                                   |
| 16/03/2011                                                                          | Stockholm                         | Sprint (klassieke stijl)              | Petra Majdič                                                                     | Marit Bjørgen                                                                      | Maiken Caspersen Falla                                                            |
| 18/03/2011                                                                          | Falun                             | 2,5 km klassieke stijl                | Marit Bjørgen                                                                    | Justyna Kowalczyk                                                                  | Therese Johaug                                                                    |
| 19/03/2011                                                                          | Falun                             | 10 km dubbele achtervolging           | Marit Bjørgen                                                                    | Justyna Kowalczyk                                                                  | Therese Johaug                                                                    |
| 20/03/2011                                                                          | Falun                             | 10 km vrije stijl (handicapstart)     | Arianna Follis                                                                   | Astrid Jacobsen                                                                    | Therese Johaug                                                                    |
| Eindklassement wereldbekerfinale:                                                   | Eindklassement wereldbekerfinale: | Eindklassement wereldbekerfinale:     | Marit Bjørgen                                                                    | Justyna Kowalczyk                                                                  | Therese Johaug                                                                    |

### Eindstanden
| Algemene wereldbeker | Algemene wereldbeker | Algemene wereldbeker | Algemene wereldbeker |
| #                    | Naam                 | Land                 | Punten               |
| -------------------- | -------------------- | -------------------- | -------------------- |
| 1                    | Justyna Kowalczyk    | POL                  | 2.073                |
| 2                    | Marit Bjørgen        | NOR                  | 1.578                |
| 3                    | Arianna Follis       | ITA                  | 1.310                |
| 4                    | Therese Johaug       | NOR                  | 1.173                |
| 5                    | Charlotte Kalla      | SWE                  | 1.100                |
| 6                    | Petra Majdič         | SLO                  | 1.087                |
| 7                    | Marianna Longa       | ITA                  | 1.051                |
| 8                    | Astrid Jacobsen      | NOR                  | 810                  |
| 9                    | Aino-Kaisa Saarinen  | FIN                  | 715                  |
| 10                   | Kikkan Randall       | USA                  | 657                  |

| Afstandswereldbeker | Afstandswereldbeker  | Afstandswereldbeker | Afstandswereldbeker |
| #                   | Naam                 | Land                | Punten              |
| ------------------- | -------------------- | ------------------- | ------------------- |
| 1                   | Justyna Kowalczyk    | POL                 | 1.039               |
| 2                   | Marit Bjørgen        | NOR                 | 775                 |
| 3                   | Therese Johaug       | NOR                 | 671                 |
| 4                   | Marianna Longa       | ITA                 | 563                 |
| 5                   | Arianna Follis       | ITA                 | 518                 |
| 6                   | Charlotte Kalla      | SWE                 | 503                 |
| 7                   | Aino-Kaisa Saarinen  | FIN                 | 446                 |
| 8                   | Anna Haag            | SWE                 | 430                 |
| 9                   | Riitta-Liisa Roponen | FIN                 | 353                 |
| 10                  | Marthe Kristoffersen | NOR                 | 350                 |

| Sprintwereldbeker | Sprintwereldbeker      | Sprintwereldbeker | Sprintwereldbeker |
| #                 | Naam                   | Land              | Punten            |
| ----------------- | ---------------------- | ----------------- | ----------------- |
| 1                 | Petra Majdič           | SLO               | 480               |
| 2                 | Arianna Follis         | ITA               | 434               |
| 3                 | Kikkan Randall         | USA               | 427               |
| 4                 | Marit Bjørgen          | NOR               | 403               |
| 5                 | Justyna Kowalczyk      | POL               | 314               |
| 6                 | Maiken Caspersen Falla | NOR               | 305               |
| 7                 | Astrid Jacobsen        | NOR               | 277               |
| 8                 | Katja Višnar           | SLO               | 266               |
| 9                 | Vesna Fabjan           | SLO               | 264               |
| 10                | Hanna Falk             | SWE               | 232               |

## Landenklassementen
| Algemeen | Algemeen    | Algemeen | Algemeen |
| #        | Land        | Punten   |          |
| -------- | ----------- | -------- | -------- |
| 1        | Noorwegen   | 11.507   |          |
| 2        | Zweden      | 7.745    |          |
| 3        | Rusland     | 6.244    |          |
| 4        | Italië      | 6.131    |          |
| 5        | Finland     | 4.265    |          |
| 6        | Duitsland   | 3.022    |          |
| 7        | Zwitserland | 2.821    |          |
| 8        | Frankrijk   | 2.733    |          |
| 9        | Polen       | 2.349    |          |
| 10       | Slovenië    | 1.895    |          |

| Mannen | Mannen      | Mannen | Mannen |
| #      | Land        | Punten |        |
| ------ | ----------- | ------ | ------ |
| 1      | Noorwegen   | 4.807  |        |
| 2      | Rusland     | 4.467  |        |
| 3      | Zweden      | 4.107  |        |
| 4      | Zwitserland | 2.680  |        |
| 5      | Italië      | 2.571  |        |
| 6      | Frankrijk   | 1.869  |        |
| 7      | Tsjechië    | 1.695  |        |
| 8      | Canada      | 1.525  |        |
| 9      | Duitsland   | 1.468  |        |
| 10     | Finland     | 1.279  |        |

| Vrouwen | Vrouwen          | Vrouwen | Vrouwen |
| #       | Land             | Punten  |         |
| ------- | ---------------- | ------- | ------- |
| 1       | Noorwegen        | 6.700   |         |
| 2       | Zweden           | 3.638   |         |
| 3       | Italië           | 3.560   |         |
| 4       | Finland          | 2.986   |         |
| 5       | Polen            | 2.248   |         |
| 6       | Slovenië         | 1.895   |         |
| 7       | Rusland          | 1.777   |         |
| 8       | Duitsland        | 1.554   |         |
| 9       | Frankrijk        | 864     |         |
| 10      | Verenigde Staten | 739     |         |